# بونفاسيو هيريرا
بونفاسيو هيريرا هو سياسي مكسيكي، ولد في 14 مارس 1961 في Tepehuanes ‏ في المكسيك. نشط حزبياً في حزب العمل الوطني. وقد انتخب عضو مجلس النواب المكسيك ‏.